# Boris Sacharow
Boris Sacharow (russisch Борис Львович Сахаров, * 30. November 1899 in Schmerynka; † 6. Oktober 1959) war ein Wegbereiter des Yoga in Deutschland.

## Leben
Boris Sacharow wurde im Kaiserreich Russland in der heutigen Ukraine als Sohn eines Arztes und Reedereibesitzers geboren. Sein Vater wurde auf Grund seiner wissenschaftlichen Verdienste von Kaiser Nikolaus II. ausgezeichnet. Sacharow machte in Russland Abitur.
Nach der Oktoberrevolution von 1917 wurden seine Eltern enteignet und ermordet. Boris Sacharow floh 1919, noch vor dem Polnisch-Sowjetischen Krieg 1920, aus seiner Heimat und ließ sich 1926 in Berlin nieder. Um sich vor politischen Nachstellungen zu schützen, nahm er den Namen Boris Arov an, welchen er erst 1926, nach den Locarno-Verträgen, wieder ablegte.
Sacharow studierte in dieser Zeit Mathematik und Physik an der Technischen Hochschule in Berlin und verdiente seinen Lebensunterhalt als Dolmetscher, Übersetzer und Graphiker. 1926 eröffnete er in der Humboldt-Straße in Berlin seine Yogaschule, welche er als „Indische Körperertüchtigung“ vorstellte. Diese Schule war die erste Schule dieser Art in Deutschland und wohl auch in Europa.
Als er als Dolmetscher in den Niederlanden tätig war, begegnete er dem indischen Philosophen Krishnamurti und später auch Swami Sivananda Saraswati, dessen Schüler er wurde. Von ihm erhielt der 1947 das Diplom der „Divine-Life-Society“ und den Titel „Yogiraj“. Beide Begegnungen prägten die zukünftige Arbeit von Sacharow sehr. Sacharows Bestreben sollte es von nun an sein, dem Hatha-Yoga eine naturwissenschaftliche Grundlage zu geben. Er verfasste mehrere Bücher zu diesem Thema.
In der Zeit von 1933 bis 1945 bestand seine „Schule für Indische Körperertüchtigung“ weiter.
Nach Kriegsende floh Sacharow wiederum vor der Sowjetarmee. Er kam über Karlsbad auf Umwegen nach Bayreuth, wo er erneut eine Yogaschule gründete. Am 6. Oktober 1959 verunglückte er auf der A 9 tödlich. Er ist auf dem Stadtfriedhof in Bayreuth beerdigt.

## Erste Deutsche Yogaschule
Sacharows 1921 gegründete „Erste Deutsche Yogaschule (EDY)“ bestand bis 1945, als sie durch das Kriegsgeschehen in Berlin vollkommen zerstört wurde. Nach der Flucht nach Bayreuth gründete Boris Sacharow dort seine „Schule für Indische Körperertüchtigung“ neu und hielt dort die ersten VHS-Yogastunden und Yogavorträge ab. 1946 benannte er seine Schule in „Erste Deutsche Yogaschule“ um.
Nachdem Sacharow am 6. Oktober 1959 tödlich verunglückt war, trat Sigmund Feuerabendt (Mahatmayogi) die Nachfolge an. Er leitet bis heute die „Erste Deutsche Yogaschule“. Die EDY hatte ihren Sitz bis 1971 in Bayreuth, von 1971 bis 2006 in Ingolstadt und seitdem in Speichersdorf. „Sacharow-Feuerabendt-Yoga“, wird heute an 48 Orten in Deutschland gelehrt.

## Werke (Auswahl)
- Die Öffnung des Dritten Auges: Drei Eichen Verlag; Auflage: 5 (1995); ISBN 978-3-7699-0451-2
- Das große Geheimnis: Drei Eichen Verl.; Auflage: 1. Auflage (1954)
- Kriya-Yoga: Heinrich Schwab Verlag KG; Auflage: 3. Aufl. (1999); ISBN 978-3-7964-0117-6
- Indische Körperertüchtigung in 12 Lehrbriefen: Heinrich Schwab Verlag KG (1963); ISBN 978-3-7964-0048-3
- Das ist Yoga!, Humboldt-Taschenbuch-Verlag, 1995, ISBN 3-581-66082-2